# Le Marxisme de Marx
Le Marxisme de Marx est un livre du philosophe français Raymond Aron paru en 2002, dix ans après sa mort.